# Palais Alexandre
Le palais Alexandre (en russe : Александровский дворец, Aleksandrovski dvorets) est un palais néoclassique situé à Tsarskoïe Selo (ou Pouchkine) à côté de Saint-Pétersbourg. Ce fut la dernière résidence officielle de Nicolas II et de sa famille avant leur exil en Oural. Le parc Alexandre, derrière le palais est un exemple remarquable de parc paysager avec nombre de pavillons et de fabriques.

## Historique
Le palais Alexandre a été offert par Catherine II à son petit-fils préféré, le futur empereur Alexandre Ier, à l'occasion de son mariage avec la princesse Louise de Bade en 1793. Le palais se trouve à proximité immédiate du palais Catherine qui servait aux cérémonies et réceptions officielles. Il a été construit entre 1792 et 1796 par Giacomo Quarenghi.
Il est traversé du côté de la cour d'honneur, et parallèlement à la façade principale, d'une colonnade de dix colonnes corinthiennes (de chaque côté de sa longueur) surmontée d'une balustrade classique. Elle relie les deux ailes en avancée et est flanquée d'arcs élevés.
Le palais sert ensuite de résidence d'été au grand-duc Nicolas, frère d'Alexandre et à sa famille et, à partir des années 1830, il le fait réaménager à plusieurs reprises, une fois devenu empereur, par des architectes de la cour, comme Cerfolio, Thon, Efimov, ou Stackenschneider. Son épouse, Alexandra, y meurt en 1860.
Nicolas II avait une prédilection particulière pour le palais Alexandre et en fit sa résidence principale après la révolution de 1905, éloignée de la capitale et de ses rumeurs. Le couple impérial, et surtout l'impératrice Alexandra Féodorovna, appréciait peu la société de Saint-Pétersbourg, et vivait dans la crainte de voir révélée au public l'hémophilie de leur fils Alexis. Des aménagements intérieurs Art nouveau sont faits à cette époque.
La famille impériale vit aux arrêts et recluse au palais, après son arrestation par le gouvernement provisoire de Kerensky, le 2 mars 1917. L'ancien empereur lit, jardine et prie, espérant que la Russie du gouvernement provisoire ne trahira pas ses alliés français et anglais, en continuant à se battre contre l'Allemagne. On sait que les bolcheviks signent une paix séparée avec elle. En attendant, l'empereur et sa famille vivent dans quelques pièces et une partie du jardin. Ils plantent des pommes de terre, surveillés par la garde, parfois insolente. La famille impériale est transférée à Tobolsk, en Sibérie occidentale, le 31 juillet 1917, s'approchant de son funeste destin.
Le palais fait partie du palais-musée de Tsarskoïe Selo. Il est occupé par la Wehrmacht à l'été 1941, et contrairement aux autres palais de la région ne sera pas incendié par les Allemands, lorsqu'ils se replient deux ans et demi plus tard. Les bâtiments appartiennent à la Marine soviétique après la guerre, qui l'ouvre, en tant que musée public en 1997.

## Galerie

Palais Alexandre
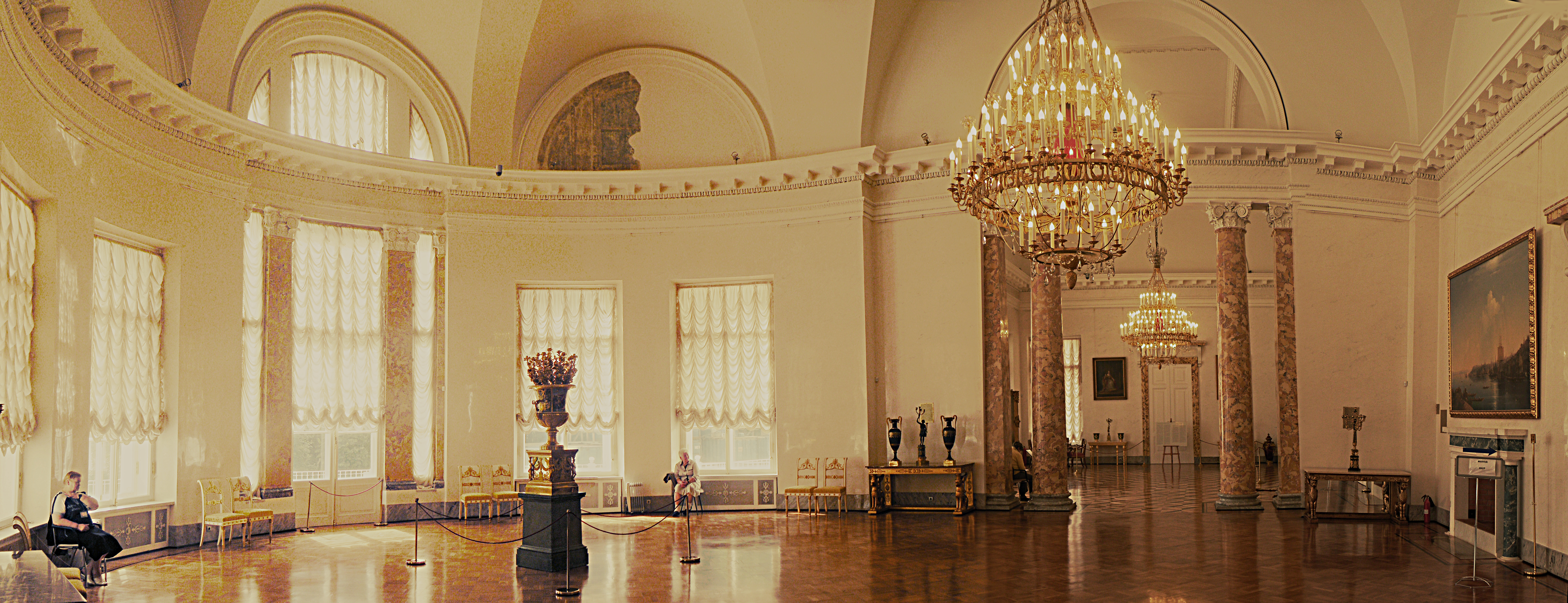
La pièce centrale du palais.
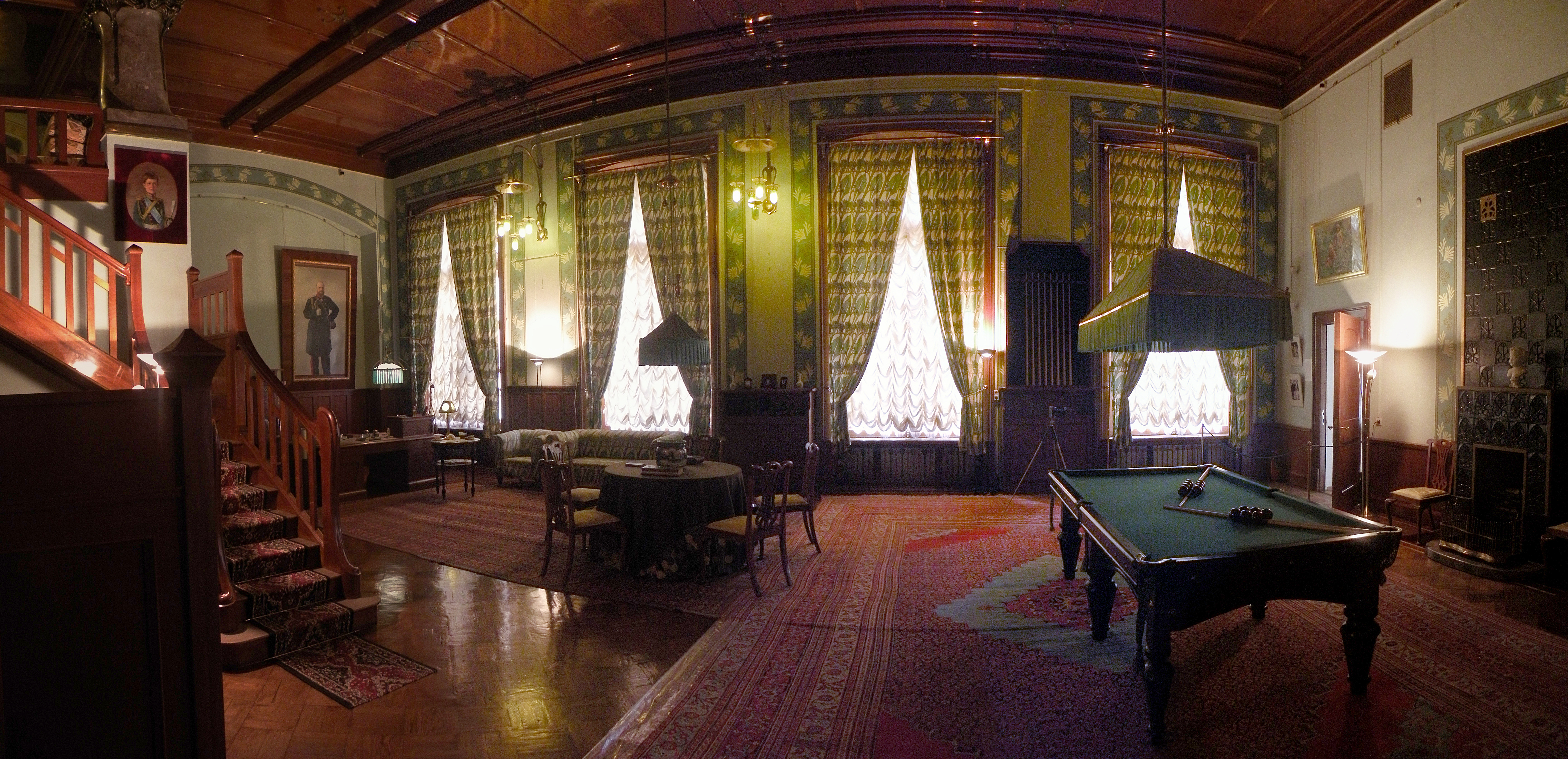
Un salon du palais.
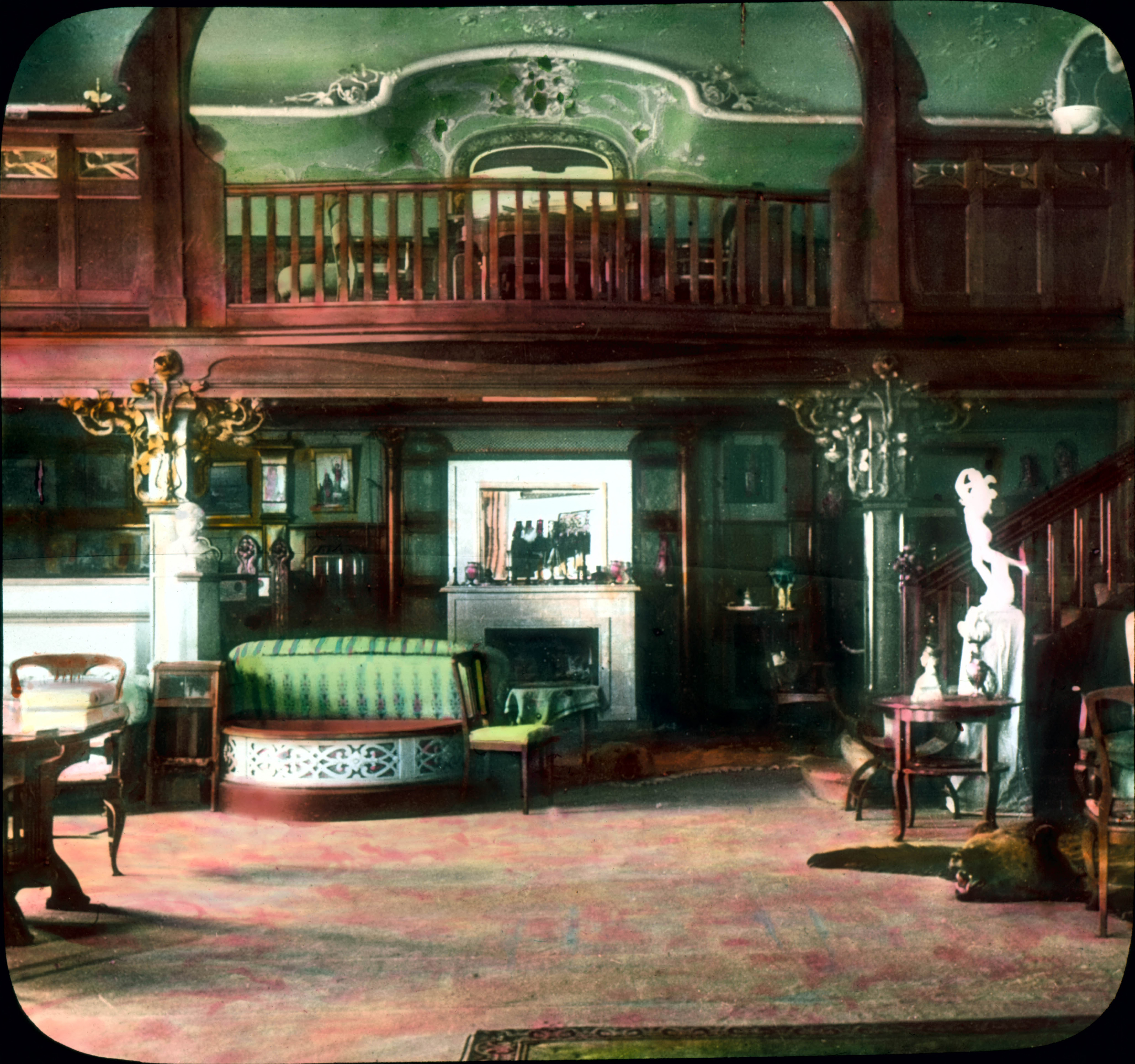
La pièce d'érable du palais.
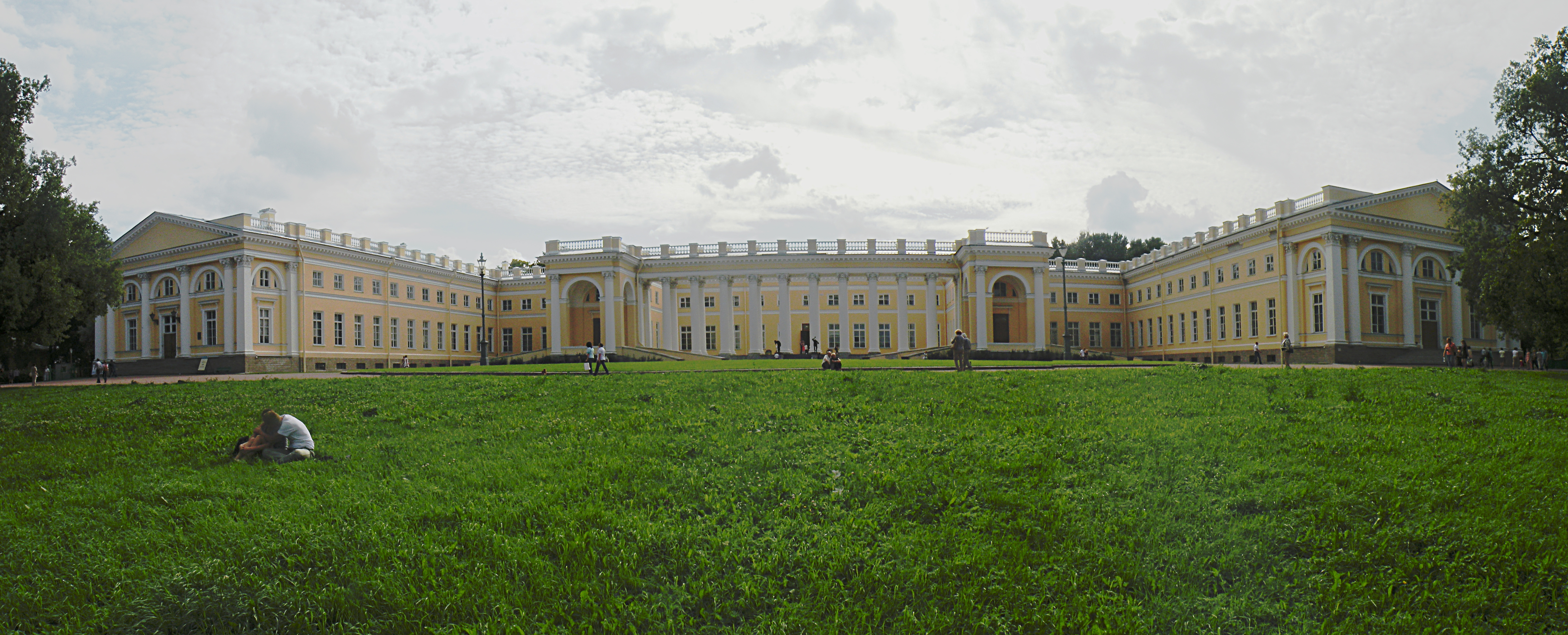
Vue panoramique du palais (en 2010).